# Microthurge friesei
Microthurge friesei är en biart som först beskrevs av Adolpho Ducke 1907.  Microthurge friesei ingår i släktet Microthurge och familjen buksamlarbin. Inga underarter finns listade i Catalogue of Life.